# Warr Acres
Warr Acres – miasto w Stanach Zjednoczonych, w stanie Oklahoma, w hrabstwie Oklahoma.